# Jarosław Pięta
Jarosław Pięta (ur. 27 grudnia 1964 w Sosnowcu) – polski polityk, samorządowiec, prawnik, poseł na Sejm VI i VII kadencji.

## Życiorys
Ukończył studia prawnicze na Uniwersytecie Śląskim, następnie odbył aplikację sądową i radcowską. Pracował w katowickim oddziale Państwowej Inspekcji Pracy. Należał do Unii Demokratycznej i Unii Wolności. W wyborach samorządowych w 1998 bezskutecznie ubiegał się z listy UW o mandat radnego Sosnowca. W 2001 został działaczem Platformy Obywatelskiej. Pełnił funkcję wiceprzewodniczącego sosnowieckich struktur tej partii.
W 2006 bezskutecznie kandydował na stanowisko prezydenta Sosnowca. Uzyskał natomiast mandat radnego rady miasta, obejmując w niej stanowisko wiceprzewodniczącego. W wyborach parlamentarnych w 2007 uzyskał mandat poselski. Kandydując w okręgu sosnowieckim, otrzymał 8238 głosów. W wyborach samorządowych w 2010 ponownie bez sukcesu kandydował na stanowisko prezydenta Sosnowca; w drugiej turze przegrał z Kazimierzem Górskim (uzyskując poparcie ok. 46,7%). W wyborach do Sejmu w 2011 z powodzeniem ubiegał się o reelekcję, dostał 9309 głosów. W Sejmie VII kadencji został członkiem Komisji do Spraw Kontroli Państwowej, Komisji do Spraw Unii Europejskiej, a także przewodniczącym Podkomisji stałej do spraw nowelizacji prawa karnego. W 2015 nie został wybrany na kolejną kadencję.